# Erhard Schipporeit
Erhard Schipporeit (* 19. Januar 1949 in Bitterfeld) ist ein deutscher Manager.

## Leben
Schipporeit machte 1967 sein Abitur in Celle und leistete anschließend seinen Wehrdienst beim Bundesgrenzschutz ab. Von 1969 bis 1973 studierte er Betriebswirtschaftslehre an der Universität Göttingen. 1979 promovierte er dort. Zunächst arbeitete er als Controller bei der Blaupunkt-Werke GmbH. 1990 wurde er in den Vorstand der Varta AG berufen. Dort arbeitete er bis 30. September 1997. Nach einer Tätigkeit bei der VIAG AG war er von 2000 bis 2006 Finanzvorstand der E.ON AG, sein Nachfolger wurde Marcus Schenck.
Von 2007 bis 2010 arbeitete er als Senior Adviser für die BNP Paribas.
Schipporeit ist aktuell Mitglied in den Aufsichtsräten der DAX-Unternehmen RWE AG, SAP AG und Deutsche Börse AG, bis Oktober 2019 im MDAX-Unternehmen innogy SE, bei der Hannover Rückversicherung AG, Fuchs Petrolub AG,  und Talanx AG,  sowie der BDO AG Wirtschaftsprüfungsgesellschaft. Er war seit dem 1. Januar 2018 Vorsitzender des Aufsichtsrats der innogy SE. Dieses Mandat legte er Anfang Oktober 2019 nieder, nachdem die Aktienmehrheit von RWE auf E.ON übergegangen war.

## Privates
Schipporeit war von 1973 bis 2003 mit der Lehrerin Gabriele, geb. John († 2003) und ist seit 2005 mit der Geschäftsführerin Kirsten, geb. Petermann, verheiratet. Er hat zwei Töchter und einen Sohn.